# 加藤与五郎
加藤 与五郎（かとう よごろう、旧字体：加藤󠄁 與五郞、1872年8月5日（明治5年7月2日）- 1967年（昭和42年）8月13日）は、日本の化学者・工学者。理学博士（1911年）。東京工業大学名誉教授（1942年）。文化功労者（1957年）。軽井沢町名誉町民（1958年）、刈谷市名誉市民（2000年）。「フェライトの父」や「日本のエジソン」などと呼ばれる。

## 経歴

### 幼少期
1872年8月5日（明治5年7月2日）、愛知県碧海郡野田村（後の碧海郡依佐美村、現：刈谷市野田町西屋敷）の農家に生まれた。父親は加藤惣吉、母親はこう。8歳の時に母親がチフスで死去している。依佐美村立野田高等小学校（現：刈谷市立双葉小学校）を卒業し、1890年（明治23年）に野田小学校の代用教員となると、中学校の教師を志して英語と数学を独学で勉強した。1891年（明治24年）に波理須理化学校普通部に入学すると、1892年（明治25年）には波理須理科学校大学部第二種化学科に進み、1895年（明治28年）6月28日に波理須理科学校を卒業した（第3回卒業生）。

### 勉学と留学

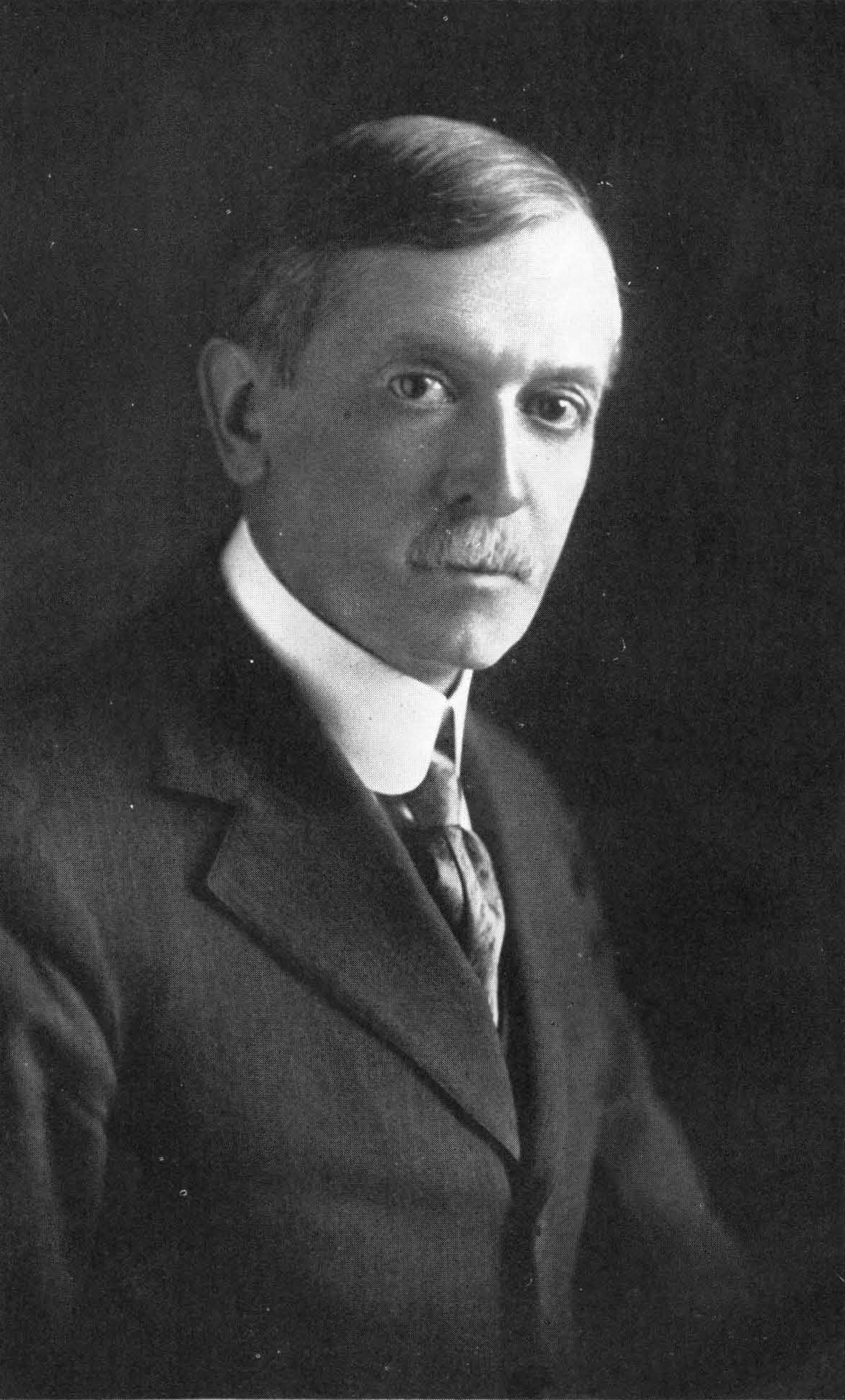
アメリカ留学中に師事したノイス

まずは熊本県熊本市の英学校に教師として赴任し、1896年（明治29年）3月には宮城県仙台市の東北学院に教師として赴任した。しかし加藤は国立学校の教師を志し、1899年（明治32年）10月には東北学院を退職し、11月には京都帝国大学の聴講生となった。1900年（明治33年）9月には京都帝国大学理学部化学科に選科生として入学し、同月には福島県出身の菊池トラと結婚している。1903年（明治36年）7月10日、31歳の時に京都帝国大学理工科大学純正化学科を卒業。理学士の学位を受け、同年9月にアメリカ合衆国に留学した。
京都帝国大学で知り合ったマサチューセッツ工科大学(MIT)のアーサー・エイモス・ノイス教授の研究室で、ノイスの助手として電気化学を研究した。同僚としてウィリアム・D・クーリッジ博士に会い、クーリッジは加藤の終生の友人となった。ノイスは後にカリフォルニア工科大学(CIT)の創設者の一人となっている。クーリッジはX線を発生させるクーリッジ管やタングステン電球の発明者であり、後にゼネラル・エレクトリック(GE)の研究所長を務めている。

### 東京工業大学時代

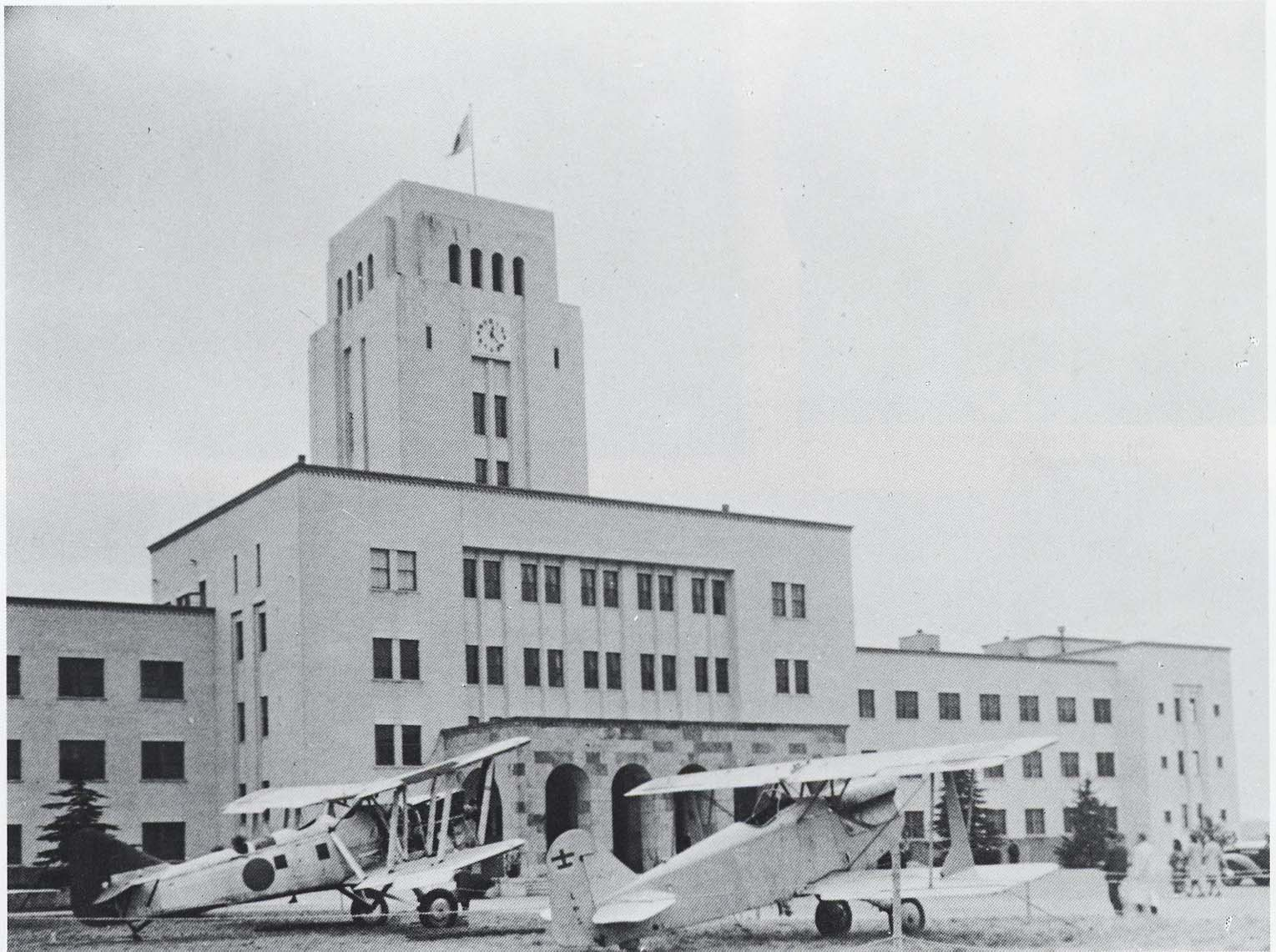
東京工業大学

1905年（明治38年）には日本に帰国し、1906年（明治39年）10月11日には東京高等工業学校（現：東京工業大学）の教授に就任した。1911年（明治44年）にはコロイド化学の研究によって理学博士の学位を受けている。1912年（大正元年）には鈴木達治が科長を務める応用化学科から電気化学科が独立し、加藤は電気化学科長に就任した。1917年（大正6年）には中村化学研究所（現：新中村化学工業株式会社）を創立した。同年には東北電化株式会社がフェロアロイの生産を拡大させており、東北電化は1922年（大正11年）に解散したものの、製造技術は佐野隆一によって鉄興社（現：東北東ソー化学）に引き継がれた。1929年（昭和4年）に東京高等工業学校が大学に昇格して東京工業大学となると、電気化学科の主任教授に就任した。東京工業大学在職中には約300件の特許を取得しており、特に「フェライト磁石」（酸化金属磁石）、「フェライト製コア」（酸化金属磁心）、「アルミナ」（酸化アルミニュウム）が加藤の三大発明とされる。
57歳だった1929年（昭和4年）には武井武とともにフェライトの研究を開始し、1930年（昭和5年）に発表したフェライトの論文は全世界に大きな影響を与えた。フェライトはコンパクトカセット（カセットテープ）などの磁性記録や高周波回路の基礎となっている。1933年（昭和8年）には電気化学協会の初代会長に就任し、1934年（昭和9年）には東京工業大学建築材料研究所の初代所長に就任した。1935年（昭和10年）12月には齋藤憲三によって、フェライトの工業化を目的とする東京電気化学工業株式会社（現：TDK）が設立された。
1939年（昭和14年）にはアルミナ製法で得た特許料を東京工業大学に寄付し、同年には加藤の寄付によって設立された資源化学研究所（現：化学生命科学研究所）の初代所長に就任した。1942年（昭和17年）には定年で東京工業大学を退職して名誉教授となったが、資源化学研究所の所長を続けて研究の指導に当たった。1942年（昭和17年）には財団法人加藤科学振興会が設立されている。1945年（昭和20年）の太平洋戦争終戦時には長野県北佐久郡軽井沢町で自給生活を行っていた。
1951年（昭和26年）には資源科学研究所も退き、軽井沢町で加藤科学振興会の仕事に専念した。1952年（昭和27年）には藍綬褒章を受章し、1957年（昭和32年）には文化功労者に選ばれた。1957年（昭和32年）からは軽井沢町において、同志社理事長の秦孝治郎の発案による夏期研修の指導を行い、1960年（昭和35年）には軽井沢町に創造科学教育研究所を設立した。1963年（昭和38年）には電気化学協会の名誉会員となった。1964年（昭和39年）には日本大学の顧問教授に就任した。

### 死去

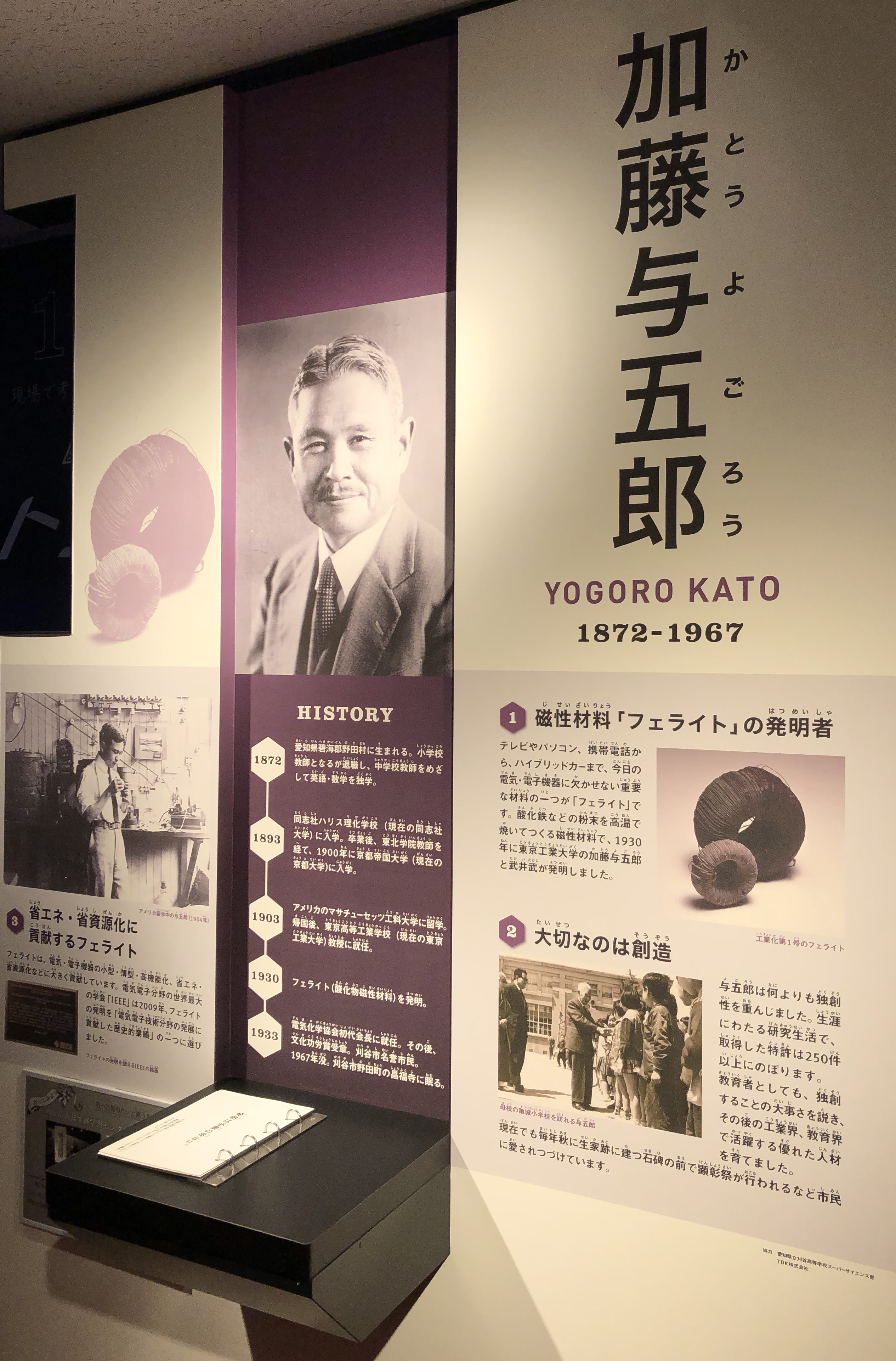
夢と学びの科学体験館（刈谷市）。加藤の足跡が紹介されている。

1966年（昭和41年）、刈谷市野田町の生家跡に顕彰碑が建立された。
1967年（昭和42年）8月13日、静岡県熱海市梅園町の自宅で死去した。死因は脳軟化症。95歳没。葬儀は15日に自宅で、告別式は9月5日に青山学院礼拝堂で行われ、高弟の冨山保（初代横浜国立大学学長）が葬儀委員長を務め、門弟代表として佐野隆一（東北東ソー化学創業者）が謝辞を述べた。
菩提寺は刈谷市野田町にある昌福寺。生家跡には刈谷市によって小公園「加藤与五郎生家跡」が整備され、毎年秋には加藤の顕彰祭が行われている。加藤は生前に自身の母校の児童生徒らに奨学金を贈っていたが、没後には加藤科学振興会が刈谷市内の7小中学校で加藤与五郎賞の表彰を行っている。

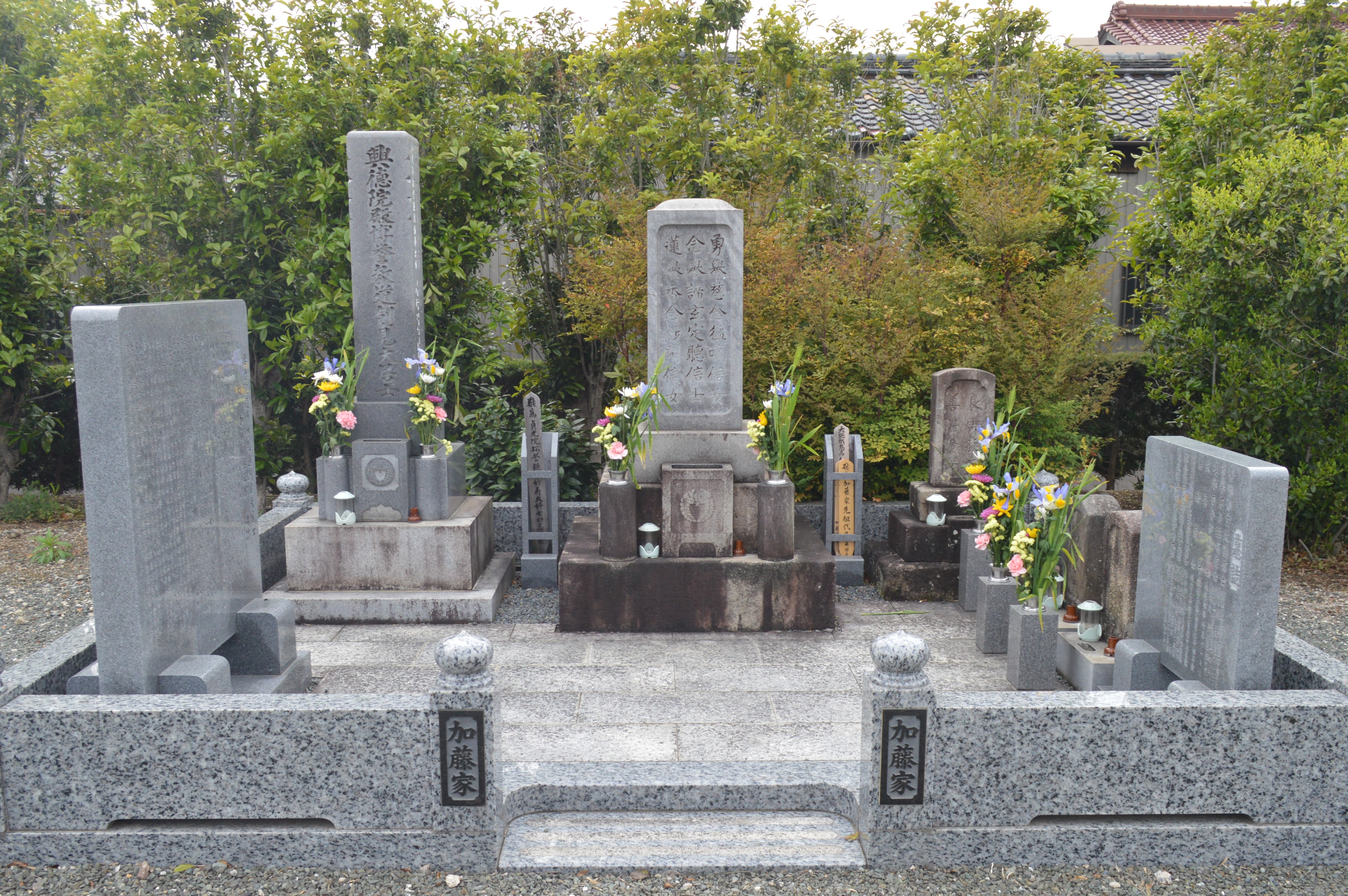
昌福寺にある墓（愛知県刈谷市）
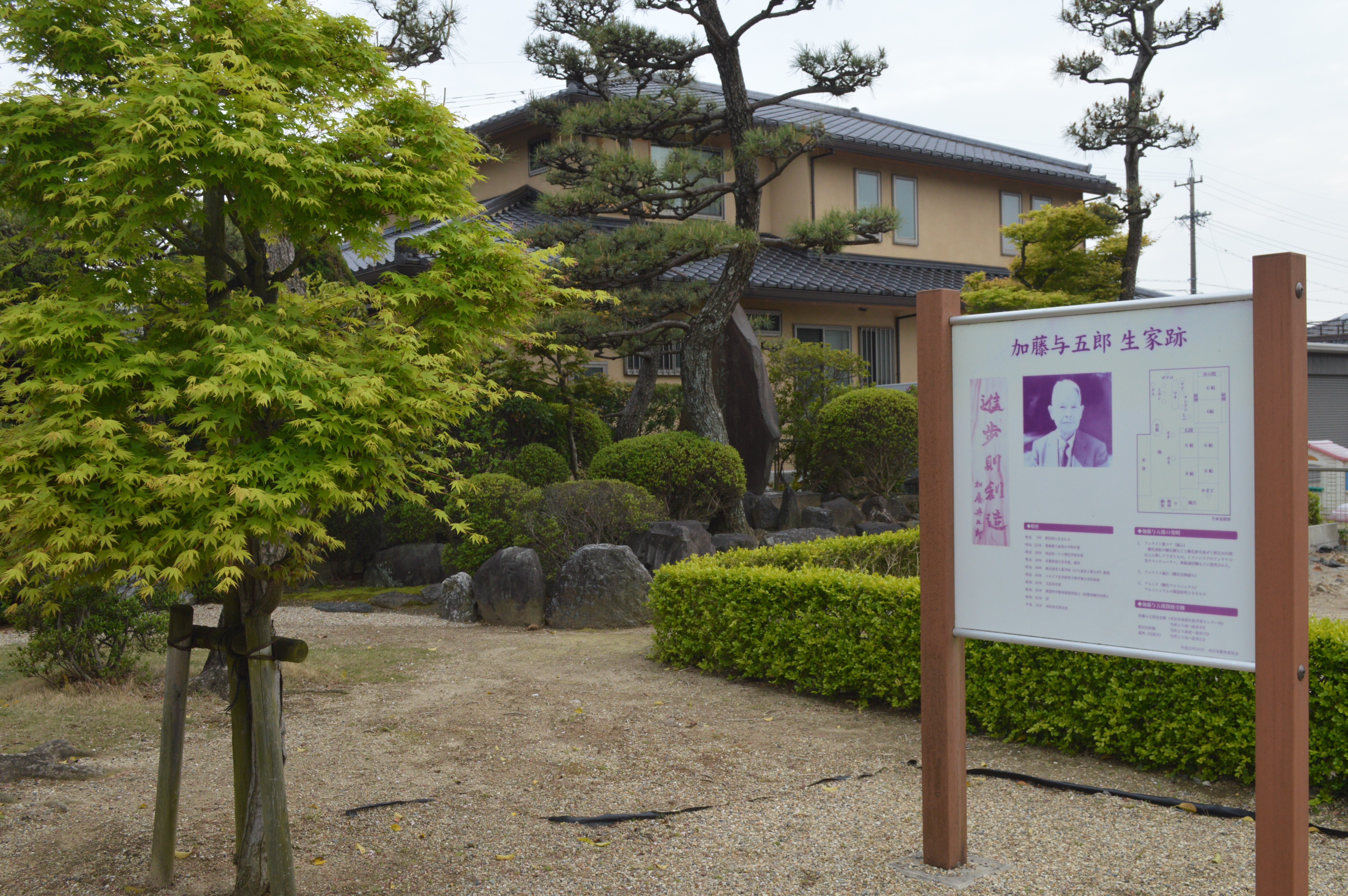
「加藤与五郎生家跡」（愛知県刈谷市）

### 門下
東京高等工業学校や東京工業大学での指導学生に冨山保（初代横浜国立大学学長、元電気化学協会会長）、佐野隆一（東北東ソー化学創業者、日本ソーダ工業会名誉会長）、星野愷（東京工業大学名誉教授）、武井武（東京工業大学名誉教授、慶應義塾大学名誉教授、元電気化学協会会長）、永海佐一郎（東京工業大学名誉教授）、柴田勝太郎（元東洋高圧工業社長）など。同志社大学での指導学生に山崎舜平（半導体エネルギー研究所社長）。

## 顕彰・栄典
- 1916年（大正5年）11月20日 - 従五位[7]
- 1935年（昭和10年） - 勲二等瑞宝章
- 1952年（昭和27年） - 藍綬褒章[3]
- 1957年（昭和32年） - 文化功労者[3]
- 1958年（昭和33年） - 軽井沢町名誉町民[8]
- 1964年（昭和39年） - 同志社大学名誉文化博士[3][3]
- 1964年（昭和39年） - 勲二等旭日重光章[3]
- 1980年（昭和55年） - 刈谷市功労者[1]
- 2000年（平成12年） - 刈谷市名誉市民[1]

## 著書
単著
- 加藤与五郎（著）『新体制下の化学の画期的振興と教育問題』日本講演通信社、1941年
- 加藤与五郎（著）『科学制覇への道』畝傍書房、1942年
- 加藤与五郎（著）『電気化学要論』同文書院、1942年
- 加藤与五郎（著）『電気化学要論』大八洲、1946年
- 加藤与五郎（著）『創造の原点』共立、1973年（『科学制覇への道』の改題）

共著
- 加藤与五郎・水野滋（共著）『電気化学の真髄』同文書院、1955年

訳書
- ローレンス・A・ホウキンス（著）、加藤与五郎・崎川範行（訳）『未知への探険 ゼネラル電気研究所五十年史』槙書店、1952年

講演集
- 『創造・科学・教育 フェライトの父加藤与五郎』同志社大学理工学研究所、2001年